# Bahrains Grand Prix 2012
Bahrains Grand Prix 2012, officiellt 2012 Formula 1 Gulf Air Bahrain Grand Prix, var en Formel 1-tävling som hölls den 22 april 2012 på Bahrain International Circuit i Bahrain. Det var den fjärde tävlingen av Formel 1-säsongen 2012 och kördes över 57 varv. Vinnare av loppet blev Sebastian Vettel för Red Bull, tvåa blev Kimi Räikkönen för Lotus och trea blev Romain Grosjean, även han för Lotus.

## Kvalet

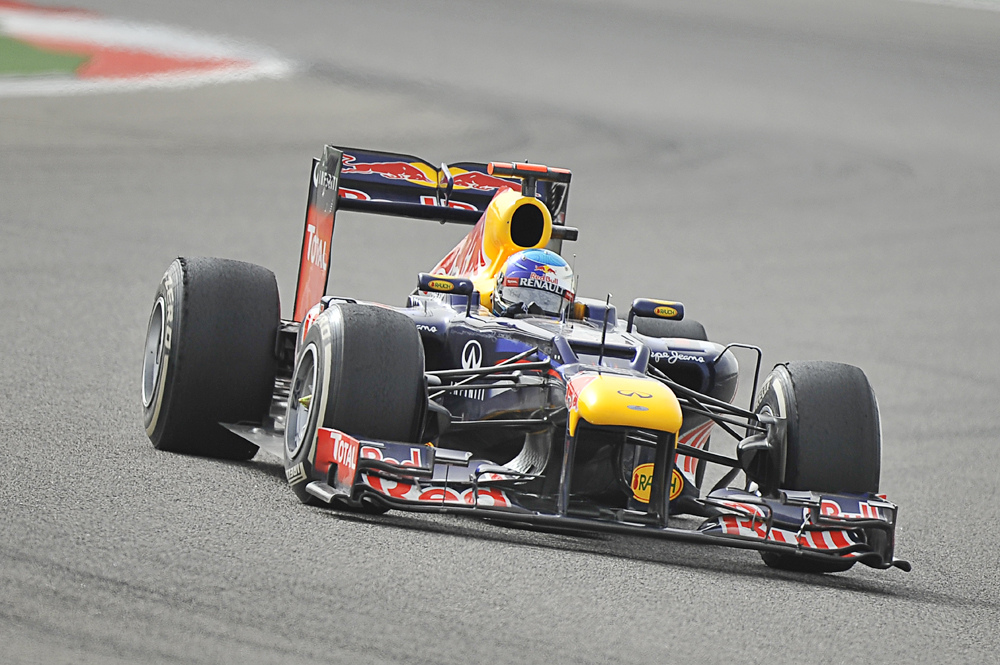
Sebastian Vettel tog pole position...

| KR. | Nr | Förare             | Konstruktör          | Q1       | Q2         | Q3         | Grid |
| --- | -- | ------------------ | -------------------- | -------- | ---------- | ---------- | ---- |
| 1   | 1  | Sebastian Vettel   | Red Bull-Renault     | 1.34,308 | 1.33,527   | 1.32,422   | 1    |
| 2   | 4  | Lewis Hamilton     | McLaren-Mercedes     | 1.34,813 | 1.33,209   | 1.32,520   | 2    |
| 3   | 2  | Mark Webber        | Red Bull-Renault     | 1.34,015 | 1.33,311   | 1.32,637   | 3    |
| 4   | 3  | Jenson Button      | McLaren-Mercedes     | 1.34,792 | 1.33,416   | 1.32,711   | 4    |
| 5   | 8  | Nico Rosberg       | Mercedes             | 1.34,588 | 1.33,219   | 1.32,821   | 5    |
| 6   | 16 | Daniel Ricciardo   | Toro Rosso-Ferrari   | 1.33,988 | 1.33,556   | 1.32,912   | 6    |
| 7   | 10 | Romain Grosjean    | Lotus-Renault        | 1.34,041 | 1.33,246   | 1.33,008   | 7    |
| 8   | 15 | Sergio Pérez       | Sauber-Ferrari       | 1.33,814 | 1.33,660   | 1.33,394   | 8    |
| 9   | 5  | Fernando Alonso    | Ferrari              | 1.34,760 | 1.33,403   | Ingen tid3 | 9    |
| 10  | 11 | Paul di Resta      | Force India-Mercedes | 1.34,624 | 1.33,510   | Ingen tid3 | 10   |
| 11  | 9  | Kimi Räikkönen     | Lotus-Renault        | 1.34,552 | 1.33,789   |            | 11   |
| 12  | 14 | Kamui Kobayashi    | Sauber-Ferrari       | 1.34,131 | 1.33,806   |            | 12   |
| 13  | 12 | Nico Hülkenberg    | Force India-Mercedes | 1.34,601 | 1.33,807   |            | 13   |
| 14  | 6  | Felipe Massa       | Ferrari              | 1.34,372 | 1.33,912   |            | 14   |
| 15  | 19 | Bruno Senna        | Williams-Renault     | 1.34,466 | 1.34,017   |            | 15   |
| 16  | 20 | Heikki Kovalainen  | Caterham-Renault     | 1.34,852 | 1.36,132   |            | 16   |
| 17  | 18 | Pastor Maldonado   | Williams-Renault     | 1.34,639 | Ingen tid4 |            | 211  |
| 18  | 7  | Michael Schumacher | Mercedes             | 1.34,865 |            |            | 222  |
| 19  | 17 | Jean-Éric Vergne   | Toro Rosso-Ferrari   | 1.35,014 |            |            | 17   |
| 20  | 21 | Vitalij Petrov     | Caterham-Renault     | 1.35,823 |            |            | 18   |
| 21  | 25 | Charles Pic        | Marussia-Cosworth    | 1.37,683 |            |            | 19   |
| 22  | 22 | Pedro de la Rosa   | HRT-Cosworth         | 1.37,883 |            |            | 20   |
| 23  | 24 | Timo Glock         | Marussia-Cosworth    | 1.37,905 |            |            | 23   |
| 24  | 23 | Narain Karthikeyan | HRT-Cosworth         | 1.38,314 |            |            | 24   |

| Vidare från första kvalrundan ▬▬ Vidare från andra kvalrundan ▬▬ |

Noteringar:
- ^1  — Pastor Maldonado fick fem platsers nedflyttning för ett otillåtet växellådsbyte.[1]
- ^2  — Michael Schumacher fick fem platsers nedflyttning för ett otillåtet växellådsbyte.[2]
- ^3  — Både Fernando Alonso och Paul di Resta misslyckades att sätta en varvid i Q3.[3]
- ^4  — Pastor Maldonado misslyckades att sätta en varvid i Q2.[3]

## Loppet

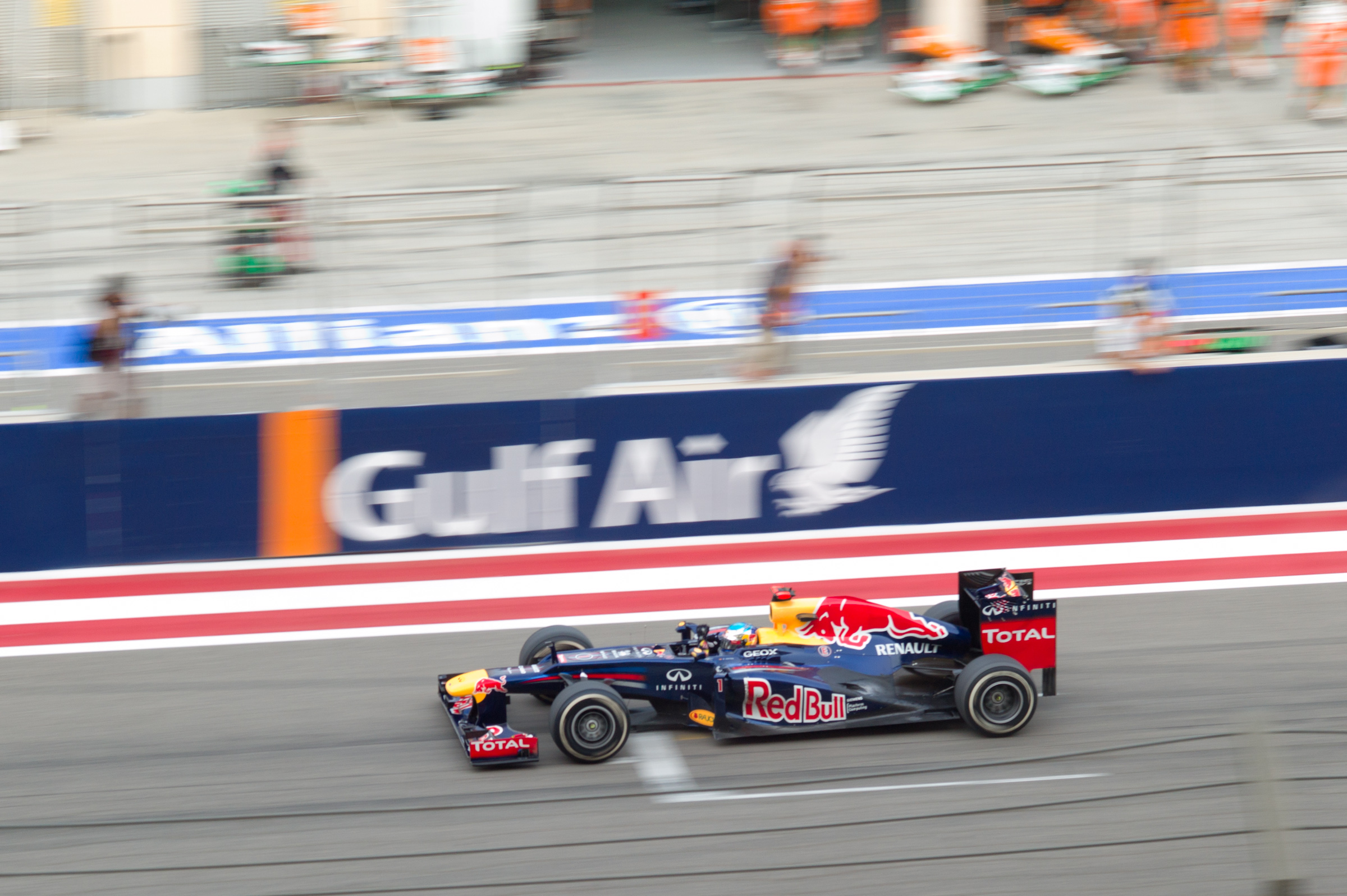
...Och vann loppet.

| Pos. | Nr | Förare             | Konstruktör          | Varv | Tid         | Grid | P  |
| ---- | -- | ------------------ | -------------------- | ---- | ----------- | ---- | -- |
| 1    | 1  | Sebastian Vettel   | Red Bull-Renault     | 57   | 1:35.10,990 | 1    | 25 |
| 2    | 9  | Kimi Räikkönen     | Lotus-Renault        | 57   | +3,333      | 11   | 18 |
| 3    | 10 | Romain Grosjean    | Lotus-Renault        | 57   | +10,194     | 7    | 15 |
| 4    | 2  | Mark Webber        | Red Bull-Renault     | 57   | +38,788     | 3    | 12 |
| 5    | 8  | Nico Rosberg       | Mercedes             | 57   | +55,460     | 5    | 10 |
| 6    | 11 | Paul di Resta      | Force India-Mercedes | 57   | +57,543     | 10   | 8  |
| 7    | 5  | Fernando Alonso    | Ferrari              | 57   | +57,803     | 9    | 6  |
| 8    | 4  | Lewis Hamilton     | McLaren-Mercedes     | 57   | +58,984     | 2    | 4  |
| 9    | 6  | Felipe Massa       | Ferrari              | 57   | +1.04,999   | 14   | 2  |
| 10   | 7  | Michael Schumacher | Mercedes             | 57   | +1.11,490   | 22   | 1  |
| 11   | 15 | Sergio Pérez       | Sauber-Ferrari       | 57   | +1.12,702   | 8    |    |
| 12   | 12 | Nico Hülkenberg    | Force India-Mercedes | 57   | +1.16,539   | 13   |    |
| 13   | 14 | Kamui Kobayashi    | Sauber-Ferrari       | 57   | +1.30,334   | 12   |    |
| 14   | 17 | Jean-Éric Vergne   | Toro Rosso-Ferrari   | 57   | +1.33,723   | 17   |    |
| 15   | 16 | Daniel Ricciardo   | Toro Rosso-Ferrari   | 56   | +1 varv     | 6    |    |
| 16   | 21 | Vitalij Petrov     | Caterham-Renault     | 56   | +1 varv     | 18   |    |
| 17   | 20 | Heikki Kovalainen  | Caterham-Renault     | 56   | +1 varv     | 16   |    |
| 18   | 3  | Jenson Button      | McLaren-Mercedes     | 55   | Avgassystem | 4    |    |
| 19   | 24 | Timo Glock         | Marussia-Cosworth    | 55   | +2 varv     | 23   |    |
| 20   | 22 | Pedro de la Rosa   | HRT-Cosworth         | 55   | +2 varv     | 20   |    |
| 21   | 23 | Narain Karthikeyan | HRT-Cosworth         | 55   | +2 varv     | 24   |    |
| 22   | 19 | Bruno Senna        | Williams-Renault     | 54   | Vibration   | 15   |    |
| Ret  | 18 | Pastor Maldonado   | Williams-Renault     | 25   | Punktering  | 21   |    |
| Ret  | 25 | Charles Pic        | Marussia-Cosworth    | 24   | Motor       | 19   |    |

| Förare och stall som tog poäng ▬▬ |

## Ställning efter loppet
|     | Pos. | Förare           | Poäng |
| --- | ---- | ---------------- | ----- |
| ▲ 4 | 1    | Sebastian Vettel | 53    |
| ▼ 1 | 2    | Lewis Hamilton   | 49    |
| ▲ 1 | 3    | Mark Webber      | 48    |
| ▼ 2 | 4    | Jenson Button    | 43    |
| ▼ 2 | 5    | Fernando Alonso  | 43    |

|     | Pos. | Konstruktör      | Poäng |
| --- | ---- | ---------------- | ----- |
| ▲ 1 | 1    | Red Bull-Renault | 101   |
| ▼ 1 | 2    | McLaren-Mercedes | 92    |
| ▲ 3 | 3    | Lotus-Renault    | 57    |
| ▼ 1 | 4    | Ferrari          | 45    |
| ▬   | 5    | Mercedes         | 37    |

- Notering: Endast de fem bästa placeringarna i vardera mästerskap finns med på listorna.